# John Hopfield
John Joseph Hopfield (Chicago, 15 juli 1933) is een Amerikaans natuurkundige en emeritus hoogleraar aan de Princeton-universiteit. Hij is vooral bekend om zijn studie van kunstmatige neurale netwerken. In 2024 werd Hopfield, samen met de Brits-Canadese Geoffrey Hinton, de Nobelprijs voor Natuurkunde toegekend voor hun fundamentele bijdragen aan machinaal leren, met name via hun werk aan kunstmatige neurale netwerken.

## Biografie
John Joseph Hopfield werd in 1933 in Chicago geboren als zoon van de natuurkundigen John Joseph Hopfield (geboren als Jan Józef Chmielewski) en Helen Hopfield-Staff. Hij behaalde in 1954 een Bachelor of Arts met een hoofdvak in de natuurkunde aan het Swarthmore College in Pennsylvania en promoveerde in 1958 in de natuurkunde aan de Cornell-universiteit. Zijn doctoraalscriptie was getiteld "A quantum-mechanical theory of the contribution of excitons to the complex dielectric constant of crystals". 
Vervolgens bracht hij twee jaar door in de theoriegroep bij AT&T Bell Laboratories, waar hij – in samenwerking met David Gilbert Thomas – werkte aan optische eigenschappen van halfgeleiders, en later – in samenwerking met Robert G. Shulman – aan een kwantitatief model om het coöperatieve gedrag van hemoglobine te beschrijven. Vervolgens werd hij faculteitslid aan de Universiteit van Californië - Berkeley (natuurkunde, 1961–1964), hoogleraar natuurkunde aan de Princeton-universiteit (1964–1980), California Institute of Technology (Caltech, scheikunde en biologie, 1980–1997) en opnieuw aan Princeton (1997–), waar hij sinds 2008 emeritus hoogleraar moleculaire biologie is. 

## Werk
Aanvankelijk werkte Hopfield aan onderzoek naar vastestoffysica, maar in de jaren zeventig was hij van de natuurkunde overgestapt op problemen in de scheikunde en biologie. Hopfield was geïnteresseerd geraakt in hoe de hersenen werken en, specifiek, hoe zenuwcellen (neuronen) onderling met elkaar samenwerken. In 1982 stelde hij een eenvoudig netwerk voor dat zou verklaren hoe herinneringen in de hersenen worden opgeslagen. Volgens hem kunnen neuronen zich in een van de twee toestanden bevinden: 0, "niet vurend", of 1, "vurend op maximale snelheid". 
Hopfield breidde zijn model (dat later het Hopfield-netwerk werd genoemd) uit met complexere kenmerken. De neuronen konden bijvoorbeeld in elke staat zijn, niet alleen 0 en 1. Het model kon dus complexere informatie opslaan. Het door hem ontwikkelde Hopfield-netwerk fungeert als een associatief geheugen dat informatie zoals beelden op basis van onvolledige of vervormde gegevens kan opslaan en reconstrueren. Daarvoor gebruikte Hopfield wiskundige technieken uit de statistische fysica, die oorspronkelijk ontwikkeld waren om sommige magnetische materialen te begrijpen. Samen met collega Carver Mead creëerde Hopfield in 1986 bij CalTech een nieuw interdisciplinair programma in computation en neurale systemen.

## Erkenning
Hopfield heeft meerdere prijzen gewonnen en veel prestigieuze functies bekleed tijdens zijn carrière. Hij won de Oliver E. Buckley Prize (met D.G. Thomas), uitgereikt door de American Physical Society (APS), in 1969 voor zijn werk aan lichtgevende diodes (LED's). Hij won een MacArthur-beurs in 1983. Hij werd in 1991 uitgeroepen tot California Scientist of the Year, won de Diracmedaille in 2001, de Albert Einstein World Award of Science in 2005 en ontving in 2019 van het Franklin Institute de Benjamin Franklin Medal. Hopfield kreeg ook een Guggenheim-beurs (net als zijn vader, 40 jaar eerder) in 1968.
- Association for Computing Machinery: 81100623206
- DBLP: 51/3217
- Gemeinsame Normdatei: 1082150568
- International Standard Name Identifier: 0000 0004 4777 7423
- Library of Congress Control Number: no2001093889
- Mathematics Genealogy Project: 15862
- Nationale Bibliotheek van Tsjechië: jo20241240349
- Système universitaire de documentation: 257399348
- Semantic Scholar: 3219867
- Virtual International Authority File: 315533758
- WorldCat: E39PBJdWMYKJvTG4VcmdttmWXd